# Famille de Tilly
Pour les articles homonymes, voir Tilly.
La famille de Tilly,  est une famille de la noblesse française d'extraction chevaleresque éteinte au XIXe siècle, originaire de Normandie.
Elle ne doit pas être confondue avec des familles homonymes.

## Histoire
Elle est mentionnée dès le XIIe siècle et a possédé principalement des terres dans le Bessin, l'Hiémois, le Cotentin, la Beauce ou les Yvelines mais ses branches ne survécurent pas au-delà du XIXe siècle.
La première mention de la famille de Tilly est toujours discutée actuellement, certains la situant à la limite de l'île de France et de la Normandie à Tilly (Yvelines) et des généalogistes anglais considèrent qu'elle est une branche de la famille d'Ivry-Bréval.
Une famille de Tilly issue de la famille d'Harcourt est apparue au XVe siècle et leur filiation n'est pas consensuelle auprès des généalogistes, c'est la raison pour laquelle au XVIIIe siècle le comte Alexandre de Tilly ou au XIXe siècle le comte Clément-Henri de Tilly, marquis de Blaru, auteur de l'Ascensions aux cîmes de l'Etna et du Mont-Blanc ne peuvent être rattachés avec certitude à l'une ou l'autre de ces familles. À l'inverse la famille de Saint-Germain-le-Vicomte appartient à la famille de Tilly mais a pris le nom de sa terre.
La famille de Tilly possédait la seigneurie de Tilly-sur-Seulles, dans le Bessin (Calvados). Cette seigneurie dépendait de l'honneur de Roncheville-la-Bertran, dans le pays d'Auge, et son château était tenu directement du roi,.
La famille de Tilly a formé très tôt plusieurs branches, dont l'articulation n'est cependant pas complètement assurée. Elles ont possédé les seigneuries de Boissey-le-Châtel, Garnetot, Luzarches, Chambois, Blaru, Prémont (à Blaru), Villegast, l'Orceau, Mondréville, Escarboville (à la Pernelle) ou Crasville.
Le nom de cette famille a été relevé en 1913 par Fernand et René Récopé,, époux de deux sœurs Antoinette et Yvonne du Pont de Compiègne dont la bisaïeule était Octavie de Tilly-Blaru (1791-1865), fille d'Henri de Tilly marquis de Blaru. Ils furent autorisés par décret du 3 mai 1913 à s'appeler légalement Récopé-Tilly-Blaru. Le nom est porté depuis sous la forme « Récopé de Tilly-Blaru ».

## Les premiers seigneurs de Tilly-sur-Seulles

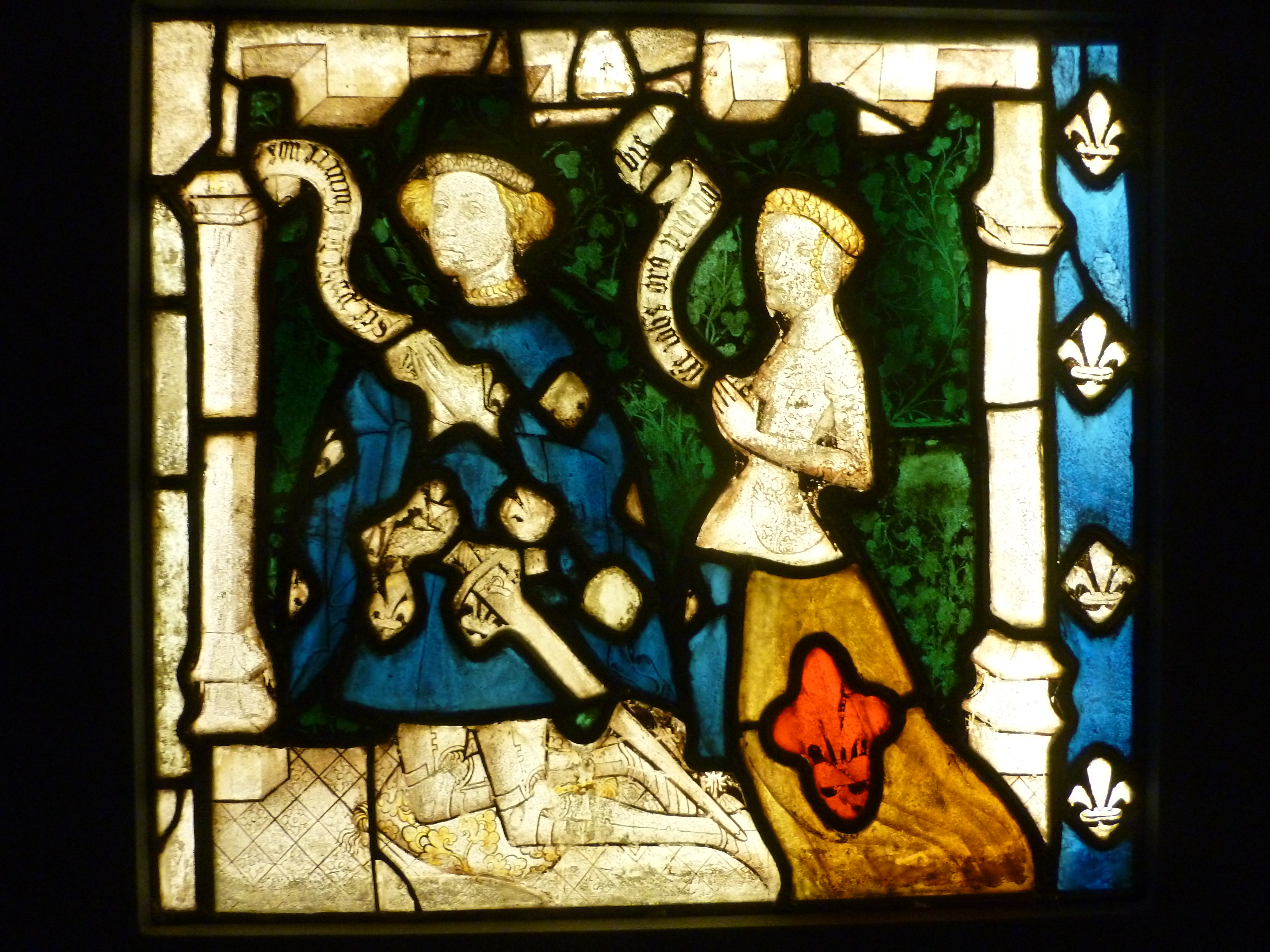
Vitrail de Jean de Saint-Gilles et de Jeanne de Tilly, son épouse, exposé au musée de Cluny, début du XVe siècle

Plusieurs personnages du nom de Tilly sont cités à partir du XIe siècle, sans pouvoir être rattachés à la filiation suivie :
- Arnauld de Tilly est mentionné au XIe siècle[9],[10],
- puis Geoffroy de Tilly et son frère Raoul, qui donnèrent des terres[11] à l'abbaye Saint Étienne de Caen.

Dès le XIIe siècle le château de Tilly-sur-Seulles et le fief se transmettent entre membres de la famille de Tilly jusqu'en 1375.
- Guillaume Ier de Tilly, fils de Jean, donna des terres du château de Tilly (castrum Tillei) à la cathédrale de Bayeux avant 1153 ; il était le père d'Henri de Tilly[12]. Possessionné en Angleterre et nommé William Fitz John of Harptree, il épousa Denise de Mandeville (de Marshwood) et possédait le château de Richmont (East Harptree)[13].
- Henry de Tilly, seigneur de Tilly et de Fontaine-Henry. En 1172, Henri de Tilly tenait du roi le château de Tilly et 10 acres de terres dans le village. C'est certainement en son honneur que ce fief fut connu sous le nom de Fontaines-le-Henry puis par la suite de Fontaine-Henry[14]. Il aurait épousé vers 1190 Gondrede de Montbray, qui lui aurait apporté en dot les seigneuries d'Ecouché et de Cui. Il fut inhumé à l'abbaye d'Ardenne, abbaye à laquelle lui et ses descendants étaient très attachés et qu'ils avaient avantagée de nombreux dons.
- Guillaume de Tilly, seigneur de Tilly et de Fontaines, épousa Julienne au début du XIIIe siècle, très probablement la fille de Guillaume de La Ferté-Arnaud (La Ferté-Vidame)[15], seigneur de Breteuil et de Villepreux, et de Constance de Courtenay, cousine du roi Philippe Auguste[16] et sœur de Pierre II de Courtenay, empereur latin de Constantinople.

À partir du XIIIe siècle, les anciens généalogistes se sont efforcés de proposer une filiation, dont les premiers échelons demeurent cependant mal assurés.
- Jean de Tilly, châtelain de Tilly, épousa en 1264 Jeanne de Beaumont, dame de Luzarches. Son père, Jean de Tilly, avait participé, avec une trentaine d'autres chevaliers normands[18], au tournoi de Compiègne de 1238 organisé par Saint-Louis à l'occasion du mariage de son frère Robert d'Artois.

La branche ainée transmit ses terres à la famille d'Harcourt par Jeanne de Tilly, née vers 1366, fille de Guillaume de Tilly et de Guillemette de Tournebu, qui épousa Philippe d'Harcourt en 1374 et laissa à ses descendants Tilly-sur-Seulles, Fontaine-Henry, Cui, Ecouché, Beaufou, Beuvron-en-Auge et La Motte-Cesny.

## Les seigneurs de Chambois puis de Blaru

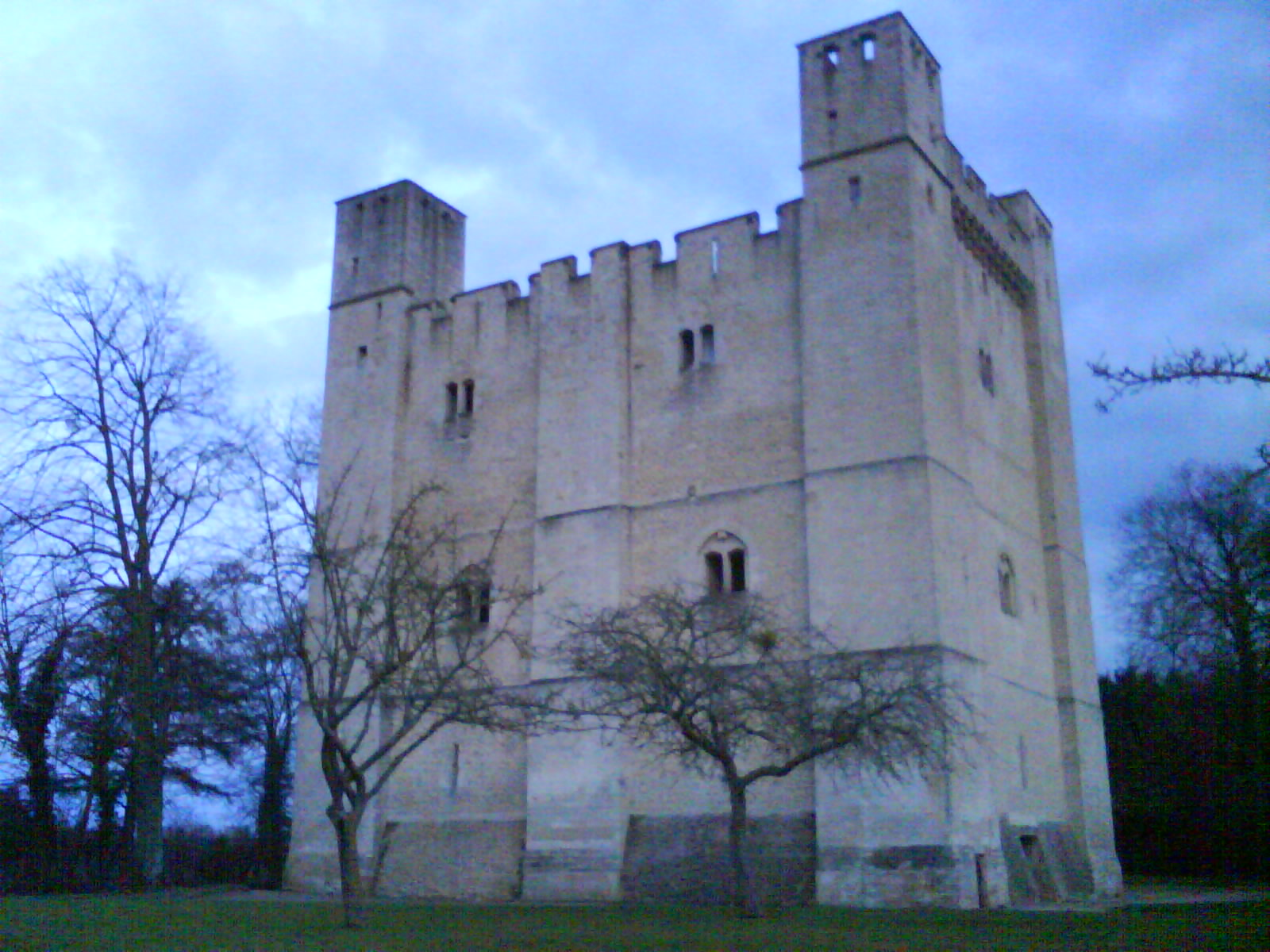
Donjon de Chambois

Le fils cadet de Jean de Tilly et de Jeanne de Beaumont, Thibault de Tilly, échangea en 1322 avec le roi Charles le Bel ses terres de Luzarches et de Coye-la-Forêt contre les terres de Chambois, Houmel, Avenelles et La Fresnaie-Fayel.
Un de ses descendants, Jean de Tilly, seigneur de Chamboy, par son mariage en 1364 avec Marguerite de Sacquainville, dame de Blaru, fut à l'origine de la transmission du fief de Blaru (terre sise sur les paroisses de Blaru, Jeufosse et Port-Villez), à la famille de Tilly, qui la conserva pendant plus de 400 ans. Blaru fut érigée en marquisat en 1659.
Une fille du seigneur de Chambois, Jeanne de Tilly, fut, vers 1370, l'épouse en premières noces de Jean de Carrouges.
Chambois fut transmis à la famille de Rosnyvinen au milieu du XVe siècle mais la branche de Blaru prospéra et ses ramifications s'étendirent notamment à Mondreville, Villegats, Acon, Lorleau, Pressagny-l'Orgueilleux, Saint-Illiers-le-Bois, Fourges, Allaines, Saint-Andeux, Villy-Bocage et Villeceaux à Jaulnes.
Cette branche cadette est à l'origine des personnalités ci-dessous.

## Personnalités
Gouverneurs

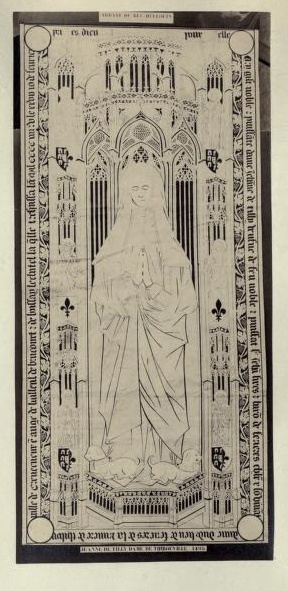
Dalle tumulaire de Jeanne de Tilly (1448-1495), épouse de Jean de Ferrières. «Cy gist noble et puissante dame Jehane de Tilly…dame dudit lieu de Ferieres, de la Rivière de Thibouville, de Crevecœur en Auge, de Bailleul, de Brucourt, de Boissay le Chatel... pries Dieu pour elle»

- Jean de Tilly († 1517), gouverneur et bailli des ville, château et comté de Dreux le 14 juillet 1517.
- Charles de Tilly († 1564), gouverneur de Dreux, chevalier de l'ordre du roi, enseigne de cent gentilshommes d'armes de sa maison.
- Charles de Tilly († 1672), marquis de Blaru[22], gouverneur de Vernon le 8 février 1644, capitaine des gardes des forêts de Vernon, Andelys, Bacqueville et Gasny le 9 février 1644 puis capitaine des châteaux de Vernon et Vernonnet le 15 juin 1647.
- Charles de Tilly (1645-1724), marquis de Blaru, gouverneur des ville et château de Vernon, capitaine des chasses de Sa Majesté dans les forêts de Vernon, Andelys, Bacqueville, Gasny et le 6 mai 1692, lieutenant du roi dans la province et gouvernement de l'Île-de-France.
- Louis-Joseph de Tilly (1720-1782), lieutenant du roi des ville et château de Dieppe, chevalier de Saint-Louis.
- Édouard, Hilaire, Louis de Tilly (1738-1785), gouverneur de Guadeloupe (1773-1775).

Députés et pair de France
- Louis de Tilly († 1635), lieutenant de cent gentilshommes de la maison du roi puis capitaine d'une compagnie de cinquante chevau-légers, député de la noblesse aux états généraux de 1614[23] puis, par brevet du 25 février 1615, conseiller d'État d'épée et conseiller privé.
- Charles Henri Adjutor de Tilly (1775-1855), dernier marquis de Blaru, député du Calvados, pair de France en 1845[24] et chevalier de la Légion d'Honneur en 1846[25].

Religieux notoires
- Christophe de Tilly († 1587), abbé de Notre-Dame de Ressons (1549-1556) puis abbé de la Croix-Saint-Leufroy (1560-1579), o.s.b., diocèse d'Evreux.
- Marie-Anne de Tilly (1665-1703), cofondatrice des Sœurs de Saint-Paul de Chartres, communauté qui compte au début du XXIe siècle près de 4 000 Sœurs réparties sur les cinq continents.
- Marie-Anne Françoise de Tilly, née en 1735, abbesse de Puy-d'Orbe (1773-1780), o.s.b., diocèse de Langres.
- Charles de Tilly (1738-1801), chanoine de Notre-Dame de Paris, vicaire général de Narbonne puis de Langres, dernier abbé commendataire de l'abbaye de Grestain (1787-1790). Il fut inhumé à Saint-Andeux.

Chefs militaires
- Jean de Tilly († 1415), tué à la bataille d'Azincourt.
- Charles de Tilly († 1569), capitaine d'une compagnie de cinquante hommes d'armes, tué à la bataille de Moncontour.
- François-Bonaventure de Tilly (1701-1775), marquis de Blaru, lieutenant général en 1762[26], commandeur de l'ordre royal et militaire de Saint-Louis en 1773.
- François-Hilaire de Tilly (1729-1815), marquis de Blaru, chevalier de Saint-Louis en 1763 et maréchal de camp en 1784.
- Jacques, Louis, François de Tilly (1749-1822), lieutenant général. Il a été fait grand officier de la Légion d'Honneur en 1814[27].
- François, Henri, Hilaire de Tilly (1766-1837), marquis de Blaru, breveté maréchal de camp en 1814 puis lieutenant commandant de la compagnie de Gramont des gardes du corps du roi[28]. Il fit la campagne d'Espagne et a été fait grand croix de l'ordre de Saint-Ferdinand, officier de la Légion d'Honneur en 1821[29] et commandeur de l'ordre royal et militaire de Saint-Louis en 1826.

## Armoiries
| Figure | Blasonnement |
|        | D'or à la fleur de lys de gueules Devise: « Nostro sanguine tinctum » , ce qui signifie "elle est teinte de notre sang". |

### Fonds d'archives
- Archives départementales des Yvelines, fonds E 3244-3681 (437 articles, pp. 90-397), titres entre 1290 et 1790.

- Inventaire des archives anciennes du château de Chantilly p. 106 et p. 114.